# Packe Island
Packe Island ist eine Insel im Archipel der Torres-Strait-Inseln. Sie liegt im Südosten der Thursday-Inseln, knapp einen Kilometer südöstlich von Prince of Wales Island, 20 Kilometer westlich des australischen Festlands. 400 Meter vor der Nordostküste liegt Port Lihou Island.
Die Insel ist einen Kilometer lang und 600 Meter breit. Sie erreicht eine Höhe von 81 Metern. Sie ist von einem Korallenriff umgeben, außer im Osten, wo sich ein Sandstrand befindet. Verwaltungstechnisch gehört sie zu den Inner Islands, der südlichsten Inselregion im Verwaltungsbezirk Torres Shire des australischen Bundesstaats Queensland.
An der Nordküste der Insel befindet sich eine kleine Ansiedlung.